# Bèrides
|  | No s'ha de confondre amb Bèrids. |

Els bèrides (Baerida) són un ordre d'esponges calcàries de las subclasse dels calcaronis.

## Característiques
Les espècies de l'ordre Baerida són esponges calcàries leuconoides amb l'esquelet format exclusivament per microdiactines, o en què les microdiactines constitueixen exclusivament o predominantment un sector específic de l'esquelet, com el coanoesquelet o l'esquelet atrial. Sovint hi ha espícules grans o gegants en l'esquelet cortical, des del qual poden envair parcialment o totalment el coanoderm. Tot i que l'esquelet pot veure's molt reforçat per la presència de denses capes de microdiactines en una regió específica, no hi ha un esquelet calcari sense espícules.

## Taxonomia
L'ordre Baerida inclou 18 espècies en quatre famílies:
- Família Baeriidae Borojevic, Boury-Esnault & Vacelet, 2000
- Família Lepidoleuconidae Vacelet, 1967
- Família Petrobionidae Borojevic, 1979
- Família Trichogypsiidae Borojevic, Boury-Esnault & Vacelet, 2000